# Walter Cunningham
Ronnie Walter „Walt” Cunningham (ur. 16 marca 1932 w Creston, stan Iowa, zm. 3 stycznia 2023 w Houston) – pułkownik rezerwy korpusu piechoty morskiej, astronauta amerykański.

## Wykształcenie oraz służba wojskowa
Szkołę średnią (Venice High School) ukończył w Venice, stan Kalifornia. Później uczył się w Santa Monica Community College.
- 1951 – rzucił naukę i wstąpił do Marynarki Wojennej Stanów Zjednoczonych.
- 1952–1953 – przeszedł trening lotniczy.
- 1953–1956 – służył w jednostkach lotnictwa korpusu piechoty morskiej USA (U.S. Marine Corps). Stacjonował w Japonii i Stanach Zjednoczonych.
- sierpień 1956 – zakończył czynną służbę w marines i przeszedł do rezerwy korpusu.
- 1959–1960 – był pracownikiem naukowym w firmie Planning Research Corp. w Westwood, stan Kalifornia.
- 1960 – uzyskał licencjat z fizyki na Uniwersytecie Kalifornijskim (University of California), a rok później magistra fizyki.
- 1960–1963 – pracował jako fizyk w RAND Corporation. Zajmował się tajnymi projektami Ministerstwa Obrony oraz zagadnieniami dotyczącymi badań ziemskiej magnetosfery.
- 1974 – odbył kurs zarządzania na Uniwersytecie Harvarda (Harvard Business School).

Jako pilot wylatał ponad 4500 godzin, z czego 3400 na odrzutowcach.

## Kariera astronauty
- 18 października 1963 – przyjęty do trzeciej grupy astronautów NASA (NASA 3(inne języki)).
- 1965 – podczas lotu statku Gemini 4 utrzymywał łączność z załogą przebywającą na orbicie (CapCom), identyczną funkcję pełnił w czasie misji Gemini 8 w 1966 roku.
- 1966 – Walter Cunningham, Walter Schirra i Donn Eisele rozpoczęli przygotowania do lotu na statku Apollo.
- wrzesień 1966 – wspomniana wyżej trójka astronautów została podstawową załogą pierwszej misji statku Apollo.
- grudzień 1966 – załoga Cunninghama została wycofana ze składu podstawowego. Ich zadaniem zostało dublowanie podstawowej ekipy statku Apollo 1.
- maj 1967 – po tragicznej śmierci członków załogi Apollo 1 astronauci ponownie zostali wyznaczeni do pierwszego załogowego lotu statku Apollo.
- 11 października – 22 października 1968 – wziął udział w swym jedynym locie kosmicznym – misji Apollo 7.
- 1968–1970 – był dyrektorem Wydziału Załóg Latających programu Skylab w Johnson Space Center. Później był wyznaczony na dublera dowódcy pierwszej wyprawy na stację kosmiczną Skylab i na dowódcę trzeciej załogi podstawowej mającej pracować na tej stacji.
- 1971 – odszedł z oddziału astronautów oraz samej NASA.

## Loty załogowe
- Apollo 7

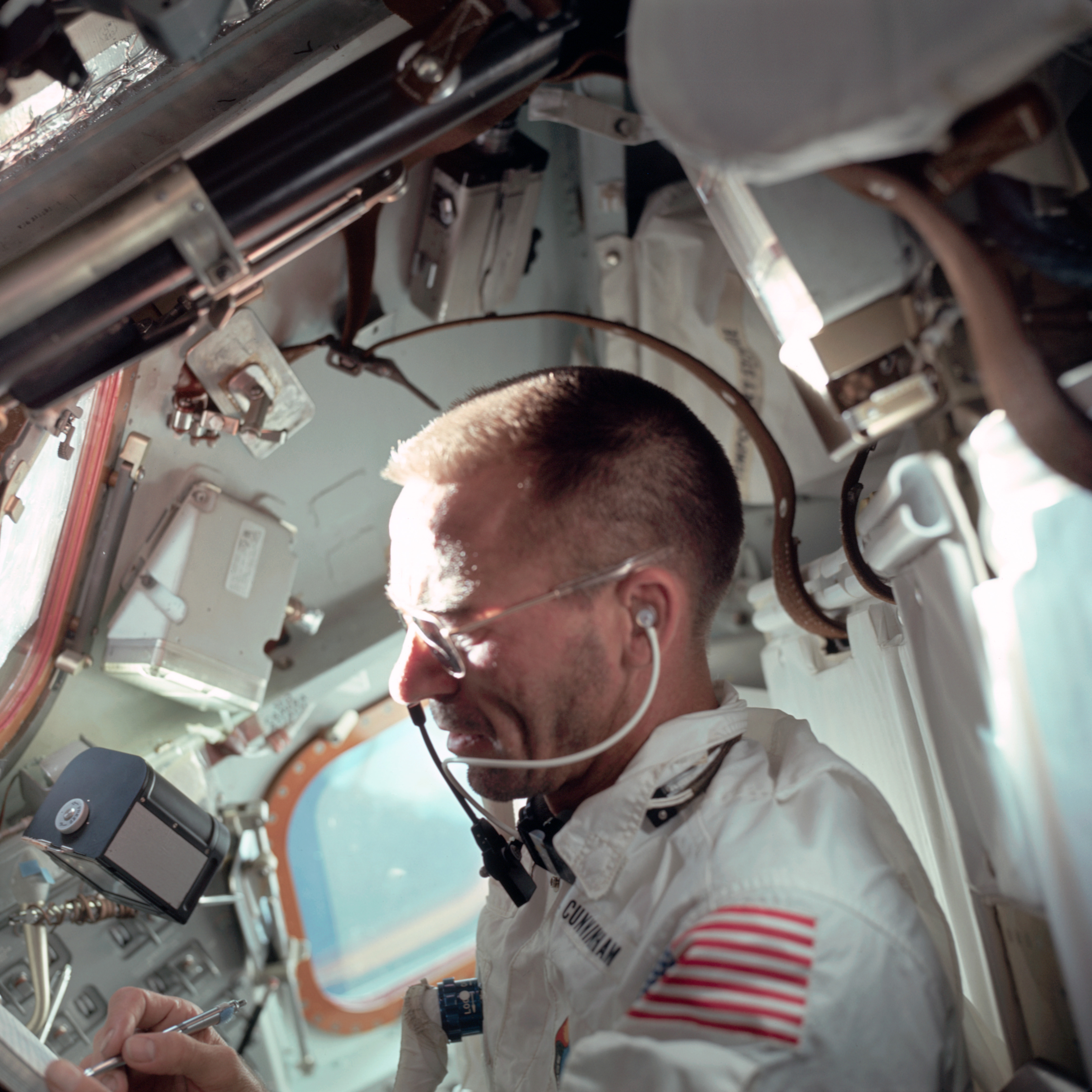
W. Cunningham podczas misji Apollo 7

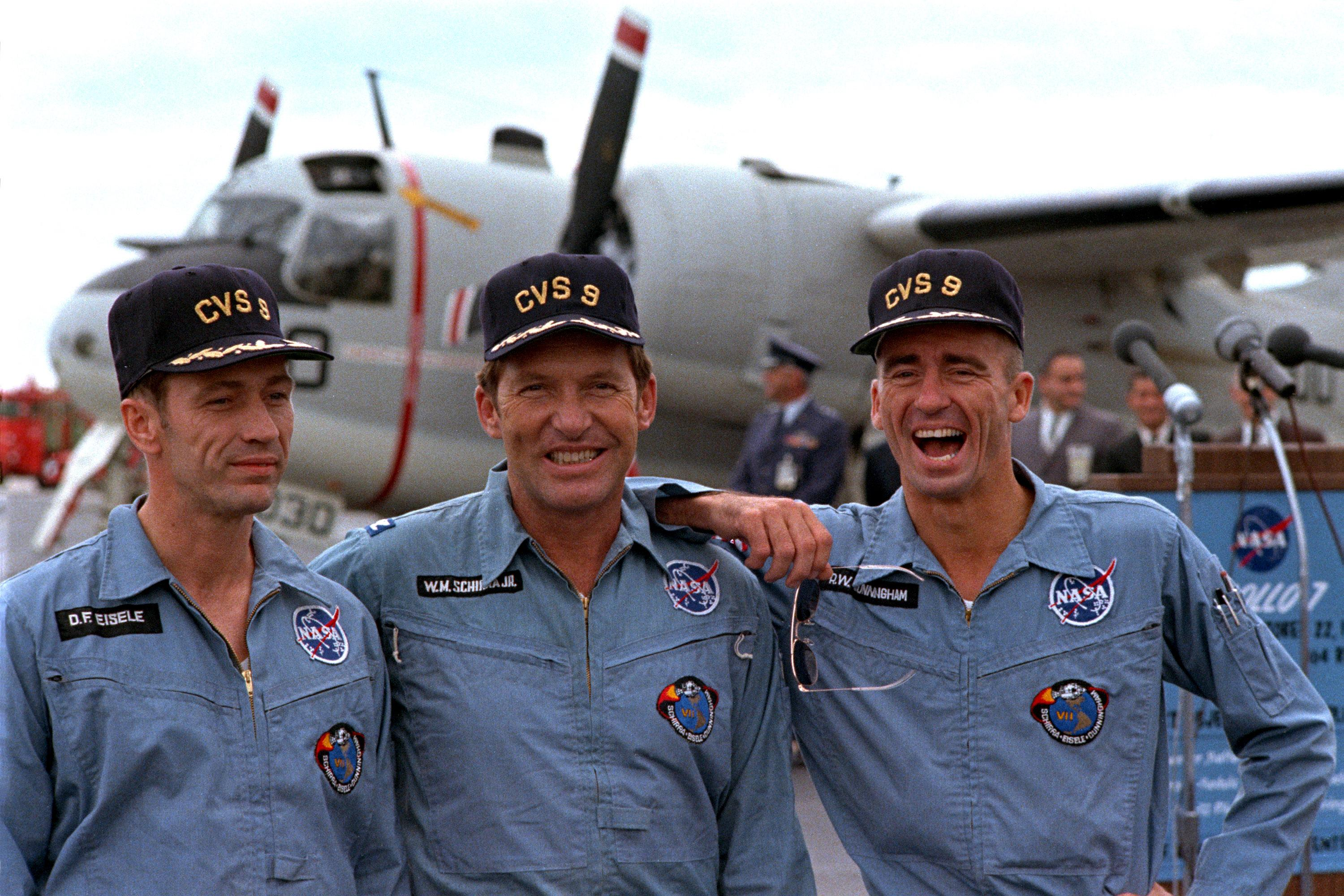
Załoga Apollo 7 po powrocie z misji. Od lewej: Donn Eisele, Walter Schirra i Walter Cunningham

Start do pierwszej załogowej misji programu Apollo oznaczonej jako Apollo 7 odbył się 11 października 1968 roku. Dowódcą w czasie tego lotu był Walter Schirra, Donn Eisele pilotem modułu dowódczego, a Walter Cunningham pełnił umowną funkcję pilota modułu księżycowego (rolę pojazdu LM pełnił podczas lotu balast).
Najważniejszym zadaniem jakie stało przed astronautami było przetestowanie w warunkach realnego lotu kosmicznego nowego statku załogowego, którym Amerykanie mieli lecieć w kierunku Księżyca. W trakcie misji przeprowadzono m.in. symulację manewru wyciągania lądownika księżycowego z członu S-IVB rakiety nośnej Saturn IB. Ćwiczono też zbliżanie się i oddalanie statku Apolla od S-IVB. Ponadto przeprowadzano eksperymenty medyczne oraz fotografowanie Ziemi. Wszyscy astronauci nabawili się na orbicie kataru, którego nie pozbyli się do końca misji.
Z powodu ogromnie napiętego programu lotu i pracy przez praktycznie 16 godzin na dobę, wielokrotnie dochodziło do sprzeczek pomiędzy kontrolą lotu a astronautami. Celował w tym dowódca misji Walter Schirra. W pewnym momencie astronauci wręcz odmówili wykonywania poleceń z Ziemi. 
Skończyło się to dla nich źle, ponieważ żaden z astronautów już nigdy nie poleciał w kosmos.
Wodowanie statku 22 października 1968 roku, choć odbyło się tylko w odległości 500 metrów od zaplanowanego miejsca, miało nietypowy przebieg. Kapsuła Apollo 7 ustawiła się w wodzie wierzchołkiem do dołu (tzw. pozycja stabilna II). Sytuację do normy przywróciło dopiero wypełnienie gazem balonów przytwierdzonych do korpusu statku.

## Po opuszczeniu NASA
- 1971–1974 – był pierwszym wiceprezesem Century Development Corporation.
- 1974–1976 – był prezesem firmy Hydrotech Development Company, która zajmowała się badaniem podwodnych złóż nafty i gazu.
- 1976–1979 – był pierwszym wiceprezesem i dyrektorem firmy 3D International działającej m.in. w branży budowlanej.
- 1979–1987 – był założycielem firmy inwestycyjnej The Capital Group.
- 1986 – został jednym z głównych partnerów funduszu Genesis (The Genesis Fund) stworzonego w celu ściągania inwestycji do technologicznych gałęzi przemysłu.
- październik 2005 – NASA przyznała Walterowi Cunninghamowi honorowy tytuł (Ambassador of Exploration).

Autor książki o swoich przeżyciach w kosmosie – „The All-American Boys” (1971).

## Nagrody i odznaczenia
- NASA Exceptional Service Medal
- NASA Distinguished Service Medal
- Navy Astronaut Wings
- Nagroda Haleya Amerykańskiego Instytutu Aeronautyki i Astronautyki (1969)
- Universal Astronaut Insignia za lot orbitalny (nr 31) – Stowarzyszenie Uczestników Lotów Kosmicznych (Association of Space Explorers(inne języki))[2]

## Wykaz lotów
| Loty kosmiczne, w których uczestniczył R. Walter Cunningham            | Loty kosmiczne, w których uczestniczył R. Walter Cunningham | Loty kosmiczne, w których uczestniczył R. Walter Cunningham | Loty kosmiczne, w których uczestniczył R. Walter Cunningham | Loty kosmiczne, w których uczestniczył R. Walter Cunningham | Loty kosmiczne, w których uczestniczył R. Walter Cunningham |
| №                                                                      | Data startu                                                 | Data lądowania                                              | Statek kosmiczny                                            | Funkcja                                                     | Czas trwania                                                |
| ---------------------------------------------------------------------- | ----------------------------------------------------------- | ----------------------------------------------------------- | ----------------------------------------------------------- | ----------------------------------------------------------- | ----------------------------------------------------------- |
| 1                                                                      | 11 października 1968                                        | 22 października 1968                                        | Apollo 7                                                    | Drugi pilot (umowny pilot modułu księżycowego)              | 10 dni 20 godzin 9 minut i 3 sekundy                        |
| Łączny czas spędzony w kosmosie — 10 dni 20 godzin 9 minut i 3 sekundy |                                                             |                                                             |                                                             |                                                             |                                                             |